# Coracenses
Les Coracenses sont un ancien peuple antique de Sardaigne.

## Histoire
Décrite par Ptolémée (III, 3), les Coracenses habitaient au Sud des Tibulates et des Corses et au Nord des Carenses et des Cunusitani.